# Sangala beata
Sangala beata là một loài bướm đêm trong họ Geometridae.